# Liste der Monuments historiques in Chevroz
Die Liste der Monuments historiques in Chevroz führt die Monuments historiques in der französischen Gemeinde Chevroz auf.

## Liste der Immobilien
| Bezeichnung        | Beschreibung                                                      | Standort                  | Kennzeichnung | Schutzstatus | Datum | Bild           |
| ------------------ | ----------------------------------------------------------------- | ------------------------- | ------------- | ------------ | ----- | -------------- |
| Château de Chevroz | Schloss, 16. und 18. Jahrhundert; mit Teilen der Innenausstattung | Impasse du Château (Lage) | PA00101626    | Inscrit      | 1988  | weitere Bilder |

## Liste der Objekte
| Bezeichnung                          | Beschreibung                                                                              | Standort                        | Kennzeichnung | Schutzstatus | Datum | Bild |
| ------------------------------------ | ----------------------------------------------------------------------------------------- | ------------------------------- | ------------- | ------------ | ----- | ---- |
| Skulptur Madonna mit Kind            | mit Sockel; Marmor, Stein, 16. Jahrhundert                                                | in der Kirche St-Nicolas (Lage) | PM25000557    | Classé       | 1981  |      |
| Skulptur Heiliger Antonius der Große | mit Sockel; Marmor, Stein, 16. Jahrhundert                                                | in der Kirche St-Nicolas (Lage) | PM25000558    | Classé       | 1981  |      |
| Skulptur Herz Jesu                   | Biskuitporzellan, Manufacture national de Sèvres, 1845                                    | in der Kirche St-Nicolas (Lage) | PM25002009    | Inscrit      | 1980  |      |
| Maria-Rosenkranz-Altar               | Seitenaltar; Altartisch, Retabel und Gemälde; Holz, Ölfarbe auf Leinwand, 18. Jahrhundert | in der Kirche St-Nicolas (Lage) | PM25002006    | Inscrit      | 1988  |      |